# 箭鳃吻沙蚕
箭鳃吻沙蚕（学名：Glycera sagittariae）为吻沙蚕科吻沙蚕属的动物。分布于印度洋阿鲁群岛、印度、夏威夷群岛以及中国东海、台湾海峡等海域，一般生活于潮间带软泥和泥质砂底质。